# Беллвілл (Огайо)
Беллвілл (англ. Bellville) — селище (англ. village) в США, в окрузі Ричленд штату Огайо. Населення — 1963 особи (2020).

## Географія
Беллвілл розташований за координатами 40°37′2″ пн. ш. 82°30′47″ зх. д. / 40.61722° пн. ш. 82.51306° зх. д. (40.617359, -82.513150).  За даними Бюро перепису населення США в 2010 році селище мало площу 7,12 км², з яких 7,08 км² — суходіл та 0,03 км² — водойми.

## Демографія
Згідно з переписом 2010 року, у селищі мешкало 1918 осіб у 826 домогосподарствах у складі 529 родин. Густота населення становила 269 осіб/км².  Було 882 помешкання (124/км²).
Расовий склад населення:
| - 97,7 % — білих - 0,5 % — чорних або афроамериканців - 0,2 % — корінних американців - 0,1 % — азіатів |

До двох чи більше рас належало 1,5 %. Частка іспаномовних становила 0,5 % від усіх жителів.
За віковим діапазоном населення розподілялося таким чином: 23,4 % — особи молодші 18 років, 56,1 % — особи у віці 18—64 років, 20,5 % — особи у віці 65 років та старші. Медіана віку мешканця становила 42,8 року. На 100 осіб жіночої статі у селищі припадало 92,8 чоловіків;  на 100 жінок у віці від 18 років та старших — 87,6 чоловіків також старших 18 років.
Середній дохід на одне домашнє господарство  становив 56 497 доларів США (медіана — 46 282), а середній дохід на одну сім'ю — 71 700 доларів (медіана — 67 083). За межею бідності перебувало 4,3 % осіб, у тому числі 4,1 % дітей у віці до 18 років та 1,3 % осіб у віці 65 років та старших.
Цивільне працевлаштоване населення становило 839 осіб. Основні галузі зайнятості: освіта, охорона здоров'я та соціальна допомога — 20,9 %, виробництво — 18,2 %, роздрібна торгівля — 12,3 %, мистецтво, розваги та відпочинок — 9,2 %.